# Popular (The Veronicas-dal)
A Popular az ötödik, egyben utolsó kislemez a The Veronicas Hook Me Up című második stúdióalbumáról.

## Írás és inspiráció
A Popular egy középtempós dal, mely a kiváltságos életről szól. A The Veronicas közölte, Jess által rap is felfedezhető a dalban. Az ikrek nyilatkoztak egy interjúban, melyben Jess közölte, ausztrál akcentussal rappel, míg Lisa elmondta, mást akartak, mint eddigi számaik.

## Kereskedelmi fogadtatás
A Popular digitális letöltés formájában jelent meg 2008. október 11-én, illetve a rádiók is ekkor kezdték sugározni. A Hook Me Up című albumukról ez volt az utolsó kislemez, mely az ARIA listáin nem jelent meg.

## Élő előadások
A Populart nem adták olyan sokszor elő, mint korábbi dalaikat. A Revenge Is Sweeter tour állomásain és a Sunrise című televíziós műsorban adták elő. A The Hills című televíziós műsorban is megjelentek a lányok, illetve a Grazia magazin reklámjában is felhasználták a számot.

## Slágerlistás helyezések
| Slágerlista             | Legjobb helyezés |
| ----------------------- | ---------------- |
| Ausztrál rádiós lista   | 11               |
| Új-zélandi rádiós lista | 58               |